# Trilinjära koordinater

Figur 1.

Inom geometri betecknar (homogena) trilinjära koordinater tre tal, {\displaystyle x:y:z}, vilka anger en punkts relativa riktade vinkelräta avstånd till en triangels sidor. De infördes av den tyske matematikern och fysikern Julius Plücker under 1829-1846.
De trilinjära koordinaterna {\displaystyle x:y:z} är proportionella mot de faktiska avstånden till triangelsidorna, {\displaystyle a'}, {\displaystyle b'} och {\displaystyle c'} (figur 1), med en proportioanlitetskonstant {\displaystyle k} så att:
{\displaystyle a':b':c'=kx:ky:kz}. Konstanten {\displaystyle k} kan vara ett godtyckligt reellt tal större än noll. {\displaystyle k} kan beräknas ur de givna koordinaterna {\displaystyle x:y:z} genom
{\displaystyle k={\frac {2\Delta }{ax+by+cz}}} där {\displaystyle \Delta } betecknar triangelns area.
Om man anger de faktiska avstånden talar man om exakta trilinjära koordinater. Oavsett värdet på {\displaystyle k} är de trilinjära koordinaterna identiska så länge deras relativa storlek inte ändras: {\displaystyle \scriptstyle 2:1:0} är detsamma som {\displaystyle \scriptstyle 4:2:0} eller {\displaystyle \scriptstyle 100:50:0}.
Är ettdera av talen i tripletten lika med noll ligger punkten på triangelsidan ifråga (avståndet till sidan är ju noll). Är två av dem lika med noll ligger punkten i det hörn i vilket de två sidorna möts. Alla tre kan självklart inte vara noll. Triangelhörnen {\displaystyle A}, {\displaystyle B} och {\displaystyle C} anges ofta som {\displaystyle \scriptstyle 1:0:0}, {\displaystyle \scriptstyle 0:1:0} respektive {\displaystyle \scriptstyle 0:0:1} (exakt {\displaystyle {\frac {2\Delta }{a}}:0:0} etc., där {\displaystyle \scriptstyle \Delta } är triangelns area).
Avstånden är riktade, vilket innebär att för alla punkter på "rätt" sida av triangelsidan har koordinaten i fråga ett positivt värde, medan den för punkter på "fel" sida har ett negativt värde. Är alla tre koordinaterna positiva ligger punkten inom triangeln, annars utanför. Alla tre koordinaterna kan inte vara negativa - någon av dem måste vara större än noll.

## Förhållande till barycentriska koordinater
En punkt med de trilinjära koordinaterna {\displaystyle x:y:z} har de barycentriska koordinaterna {\displaystyle ax:by:cz}.
Omvänt har därför en punkt med de barycentriska koordinaterna {\displaystyle \alpha :\beta :\gamma } de trilinjära koodinaterna {\displaystyle {\frac {\alpha }{a}}:{\frac {\beta }{b}}:{\frac {\gamma }{c}}}.
De homogena barycentriska koordinaterna {\displaystyle \alpha :\beta :\gamma } motsvaras av de exakta trilinjära koordinaterna {\displaystyle {\frac {2\alpha }{a}}:{\frac {2\beta }{b}}:{\frac {2\gamma }{c}}}.
Bevis
De barycentriska koordinaterna för punkten {\displaystyle P} är enligt definition {\displaystyle \alpha :\beta :\gamma =|\triangle BCP|:|\triangle ACP|:|\triangle ABP|={\frac {a'a}{2}}:{\frac {b'b}{2}}:{\frac {c'c}{2}}=a'a:b'b:c'c=ax:by:cy}
Om {\displaystyle \alpha :\beta :\gamma } är homogena är de alltså lika med {\displaystyle {\frac {a'a}{2}}:{\frac {b'b}{2}}:{\frac {c'c}{2}}}, och omvänt är de exakta trilinjära koordinaterna {\displaystyle a':b':c'={\frac {2\alpha }{a}}:{\frac {2\beta }{b}}:{\frac {2\gamma }{c}}}.

## Trilinjära koordinater för utvalda punkter
Om en punkt har de trilinjära koordinaterna {\displaystyle x:y:z} så har punktens isogonalkonjugat de trilinjära koordinaterna {\displaystyle {\frac {1}{x}}:{\frac {1}{y}}:{\frac {1}{z}}}. 
Den inskrivna cirkelns medelpunkt har ju samma avstånd (dess radie {\displaystyle r}) till triangelsidorna och har därför de trilinjära koordinaaterna {\displaystyle \scriptstyle 1:1:1} (eller exakt {\displaystyle r:r:r}). De vidskrivna cirklarna till {\displaystyle a}, {\displaystyle b} och {\displaystyle c} har av samma skäl koordinaterna {\displaystyle \scriptstyle -1:1:1},{\displaystyle \scriptstyle 1:-1:1} respektive {\displaystyle \scriptstyle 1:1:-1} (exakt {\displaystyle -r_{a}:r_{a}:r_{a}} etc.).
Triangelns tyngdpunkt (medianernas skärningspunkt) har de barycentriska koordinaterna {\displaystyle \scriptstyle 1:1:1} och har därför de trilinjära koordinaterna {\displaystyle {\frac {1}{a}}:{\frac {1}{b}}:{\frac {1}{c}}} eller {\displaystyle bc:ac:ab}. 
Symmedianpunkten är isogonalkonjugat till triangelns tyngdpunkt och har därför de trilinjära koordinaterna {\displaystyle a:b:c}, eller via sinussatsen, {\displaystyle \sin A:\sin B:\sin C}
Den omskrivna cirkelns medelpunkt har koordinaterna {\displaystyle \cos A:\cos B:\cos C} och ortocentrum, som är medelpunktens isogonalkonjugat, har alltså därför koordinaterna {\displaystyle {\frac {1}{\cos A}}:{\frac {1}{\cos B}}:{\frac {1}{\cos C}}=\sec A:\sec B:\sec C}.
Mittpunkten på en triangelsida, exempelvis {\displaystyle {\overline {BC}}} har koordinaterna {\displaystyle 0:{\frac {1}{b}}:{\frac {1}{c}}=0:ac:ab} (exakt {\displaystyle 0:{\frac {\Delta }{b}}:{\frac {\Delta }{c}}}, där {\displaystyle \Delta } betecknar triangelns area).
De exakta trilinjära koordinaterna för fotpunkten till höjden från exempelvis {\displaystyle A} till {\displaystyle {\overline {BC}}} är {\displaystyle 0:{\frac {2\Delta }{b}}\cos C:{\frac {2\Delta }{c}}\cos B}. De trilinjära koordinaterna kan alltså anges som {\displaystyle 0:\cos C:\cos B}.